# Thank You (토이의 음반)
《Thank You》는 대한민국의 음악인 유희열의 1인 프로젝트 그룹 토이의 여섯 번째 정규앨범이다. 전작과는 무려 6년 6개월이라는 시간차를 갖는다.

## 정보
전작들과 마찬가지로 유희열이 음악을 담당하며, 객원보컬을 대거 기용하는 방식으로 제작되었다. 타이틀 곡 〈뜨거운 안녕〉의 보컬을 맡은 이지형을 비롯하여 김연우, 김형중, 윤하, 성시경, 조원선, 이규호, 김민규, 윤상, 루시드폴 등의 많은 가수들이 보컬로 참여하였다. 이 중 이지형의 발탁은 조금 파격적인데, 이지형은 본래 인디에서 활동한 가수였기 때문이다. 그는 이 음반의 작업에 참여하면서 처음으로 해당 곡 뮤직비디오의 주연으로 발탁되는 영광도 함께 누렸다.
이 음반은 불황인 대한민국 가요계에서 7만 장(2007년 12월)을 판매함으로써 음반 불황을 잊은 음반이라는 평가도 받는다. 또, 이 음반은 각종 영화와 드라마에서 조연으로 활약하는 배우들이 대거 뮤직비디오 제작에 참여하여 화제가 되기도 하였다.

## 뮤직비디오 제작
토이의 6집 앨범을 발표 후, 데뷔 이래 처음으로 한 앨범에서 10개 이상의 뮤직비디오를 제작했다. 또한 젊은 영화 연출 제작자들이 촬영한 작품을 6년 만에 돌아온 토이에게 헌정하기도 했다.
1. You[7]
2. Bon Voyage(출연: 이지형, 이채은)[8]
3. 나는 달(출연: 이규호, 유희열, 정동인, 이종현)[9]
4. 해피엔드(출연: 황효은, 박영서, 고주영, 이채은, 권지원)[10]
5. 뜨거운 안녕(출연: 유희열, 이지형, 김가은)[11]
6. 오늘 서울은 하루종일 맑음(출연: 김꽃비, 차지량)[12]
7. 크리스마스 카드(출연: 김꽃비, 차지량)[13]
8. 그대, 모든 짐을 내게(출연: 강지원, 이승철, 정령호, 이지영)[14]
9. 프랑지파니(출연: 유희열, 곽가현)[15]
10. 투명인간(출연: 정수영)[16]
11. 안녕 스무살(출연: 엄기준, 옥지영)[17]
12. 인사(출연: 차승환, 조보나, 유희열)[18]

## 수록곡
| #             | 제목                      | 작사          | 작곡           | 보컬          | 재생 시간 |
| ------------- | ------------------------- | ------------- | -------------- | ------------- | --------- |
| 1.            | You (Intro)               | -             | 유희열         |               | 1:42      |
| 2.            | Bon Voyage                | 유희열        | 유희열         | 조원선        | 4:54      |
| 3.            | 나는 달                   | 이규호        | 유희열         | 이규호        | 4:29      |
| 4.            | 해피엔드                  | 유희열        | 유희열         | 유희열        | 5:02      |
| 5.            | 뜨거운 안녕               | 유희열        | 유희열, 김태훈 | 이지형        | 4:48      |
| 6.            | 오늘 서울은 하루종일 맑음 | 유희열        | 유희열         | 윤하          | 5:28      |
| 7.            | 스치다 (Interlude)        | -             | 유희열         |               | 0:57      |
| 8.            | 크리스마스 카드           | 유희열        | 유희열         | 김형중        | 4:55      |
| 9.            | 딸에게 보내는 노래        | 유희열        | 유희열         | 성시경        | 5:29      |
| 10.           | 그대, 모든 짐은 내게      | 조윤석        | 유희열         | 윤상          | 5:05      |
| 11.           | 프랑지파니                | 유희열        | 유희열         | 유희열        | 5:07      |
| 12.           | 투명인간                  | 조윤석        | 유희열         | 루시드폴      | 4:05      |
| 13.           | 안녕 스무살               | 유희열        | 유희열         | 김민규        | 5:26      |
| 14.           | 인사                      | 유희열        | 유희열         | 김연우        | 4:27      |
| 15.           | You                       | 유희열        | 유희열         | 유희열        | 6:19      |
| 총 재생 시간: | 총 재생 시간:             | 총 재생 시간: | 총 재생 시간:  | 총 재생 시간: | 73:07     |

## 참여
이 목록은 해당 앨범의 부클릿 〈staff〉목록에서 발췌하였다.
| 토이 - 유희열 - 프로듀서, 디렉터, 보컬(2, 4, 11), 건반(2, 3, 5, 6, 8, 9, 11), 피아노(4, 10, 13, 14), 오르간(4), 베이스(5), 신스 프로그래밍(5), 사운드/보코더 에디트(5), 신시사이저(10), 기타(11), 베이스 프로그래밍(11) 참여 음악인 - 이상순 - 전기 기타(2) - 김태훈 - 리듬 프로그래밍(2, 4~6, 8, 9, 11, 13), 베이스 프로그래밍(2, 4~6, 8), f/x(2, 11), 드럼 프로그래밍(3), 신스 프로그래밍(3, 5, 8), 사운드/보코더 에디트(5) - 강성호 - 백 보컬(3~5, 8, 9, 13) - 함춘호 - 기타(3~6, 8, 9, 13), 시타르(8) - 김민규 - 전기 기타(3, 13) - 김정렬 - 베이스 기타(3, 9, 13) - saint binary - 보컬 f/x 에디트 - 김현아 - 백 보컬(5) - 성시경 - 백 보컬(9) - 이병우 - 나일론 기타(10) - 루시드폴 - 백 보컬(12) - 정순용(마이앤트메리) - 백 보컬(13) - 최진우 - ghost snare 샘플(13) - Tamir hendelman - 피아노(15) - David Enos - 베이스(15) - Enzo Todesco - 드럼(15) - Kevin Recard - 타악기(15) - Bill Cunliffe - 현악 편곡, 지휘(15) | 스탭 - 김태훈 - 공동 프로듀서 - 정동인(안테나 뮤직) - 이그제큐티브 프로듀서 - 강상돈 - 프로젝트 디렉터 - 김창수, 이선 - a&r - 장현정 - 마케팅 프로모션 - 이창희 - 매니지먼트 - 김한구 - 믹싱(2~6, 8~13), 녹음 - 장지복 - 믹싱(1, 7, 14), 녹음 - Talley Sherwood - 믹싱(15), 녹음 - 이지영 - 보조 - Maeda 'yasman' Yasuji - 마스터링 - 마스터링 스튜디오 - bernie grundman mastering(도쿄), gear surply BLS Korea - 안성진(teo) - 사진 - 김희수(edito) - 아트워크 - 예원상 - 헤어, 메이크 업 - 이상은(my little lover) - 스타일리스트 - 조원석(uranium) - 뮤직비디오(뜨거운 안녕) - 강지원, 고주영, 이지연, 조승우, 한상범 - 뮤직비디오 |